# روبرت آرنوت ويلسون
روبرت آرنوت ويلسون (بالإنجليزية: Robert Arnott Wilson)‏ هو رياضياتي بريطاني، ولد في 1958.